# Desideria Giménez Moner
Desideria Giménez Moner (Bagüés, Província de Saragossa, 4 d'agost de 1919 - Jaca, Província d'Osca, 7 d'agost de 1936), coneguda amb el renom de la Cazoleta, fou una activista republicana, abanderada de les lluites obreres, militant de les Joventuts Socialistes Unificades (JSU) i col·laboradora del Socors Roig Internacional. Fou assassinada per un escamot feixista al inicis de la Guerra civil.

## Biografia
Nascuda al poble de Bagüés, a la comarca de las Cinco Villas (Saragossa), el seu pare Juan José Giménez Artieda era paleta de professió. Cercant una vida millor, la família es traslladà a Jaca, on es van fer càrrec d'una taverna anomenada La Cazoleta, apel·latiu amb el qual més tard fou coneguda Desideria Giménez que, des de molt jove, destacà pel seu compromís en les lluites obreres, els drets de les dones i la justícia social.
El 1936 amb només setze anys, la seva figura va esdevenir un símbol a Jaca on va l'encapçalar la manifestació obrera del Primer de maig, fent onejar la bandera roja al front de tres mil persones.
El 18 de juliol es produí al Nord d'Àfrica el pronunciament militar del General Franco contra el govern de la II República Espanyola. L'endemà, 19 de Juliol, malgrat la resistència d'algunes ciutats com Terol, Barbastre i Jaca, l'Aragó va capitular i el general Miguel Cabanellas Ferrer, arrenglerat amb els sublevats, declarà l'estat de guerra. El fracàs del cop d'estat a Catalunya va propiciar que en poques setmanes s'organitzessin diverses columnes de combatents (la majoria anarquistes) que van mantenir actiu el front d'Aragó fins al 1938.
Amb el triomf del Cop d'estat es van formar escamots de la Falange i requetès, que tenien el suport del caciquisme local i el clergat i van actuar amb contundència, sembrant el terror i eliminant alcaldes, mestres, polítics, sindicalistes i qualsevol persona sospitosa de ser comunista, anarquista o notòriament republicana.
Desideria Giménez estava a la llista i fou empresonada. El 7 d'agost de 1936, tres dies després d'haver complert 17 anys, fou violada i afusellada  juntament amb la seva companya Pilar Vizcarro, embarassada a la qual havien fet presenciar l'afusellament del marit. Posteriorment també fou afusellat el pare de Desideria Giménez i foren enterrats en una fossa comuna.

## Reconeixements
La Llei de Memòria Històrica, promulgada pel govern de José Luis Rodríguez Zapatero, va reconèixer certs drets i mesures a favor dels que havien patit repressió, violència o mort durant la Guerra civil i la Dictadura.
Múltiples associacions de memòria històrica es van mobilitzar i van donar suport als familiars d'afusellats i desapareguts, consultant arxius, elaborant mapes de fosses i iniciant gestions per obrir-les, malgrat les traves imposades per alguns ajuntaments.
Les restes de Desideria Giménez, el seu pare i tres-centes dotze persones més foren localitzades en un espai interior del cementiri de Jaca identificat com a fossa número 16. El 2010 s'inaugurà a la part nova del cementiri l'obra de l'artista local Pablo Valdevira en memòria dels 417 jacetans afusellats durant el període del 1936-1942
El 20 de maig de 2016 l'Associació Veïnal San José de Saragossa elevà a la presidència de la Junta del Districte la petició de canvi de nom del carrer Diez de Agosto (commemoratiu de la primera sublevació contra la II República l'any 1931) pel nom de la jove activista Desideria Giménez Moner i essent aprovada la iniciativa, dos anys més tard fou inaugurat el carrer, el dia primer de maig de 2018.
La vida i la mort de Desideria inspirà al poeta Gregório Olivan García el Romance de la Cazoleta.